# Radio-Cité (Paris)
Pour les articles homonymes, voir Radio Cité.
Radio-Cité est une station de radio parisienne généraliste privée, anciennement nommée Radio-L.L., rachetée et réorganisée en 1935 par Marcel Bleustein, directeur de Publicis, et diffusée du 15 septembre 1935 au 14 juin 1940.

## Histoire

### Le rachat de Radio-L.L.: 1935
Marcel Bleustein dirige la société publicitaire Publicis. En 1933 et 1934 sa compagnie connaît plusieurs revers dont la perte de 12 millions de francs de contrat à la suite de l'instauration en 1933 d'une redevance pour financer les stations de radiodiffusion publiques, avec pour contrepartie l'interdiction de la réclame sur leurs ondes, alors que Publicis détient l'exclusivité de la publicité de 18 postes PTT de province, puis les négociations infructueuses entre décembre 1934 et janvier 1935 avec Pierre Laval, directeur de la station privée Radio-Lyon, qui créé sa propre agence Paris-Lyon Publicité, et entraîne pour Publicis la perte de la régie publicitaire de cette radio lyonnaise. 
Bleustein, qui a refusé la proposition de vente de Radio-L.L. que lui a faite Marcel Lannes, mandaté par Lucien Lévy, reconsidère la question. En effet, bien que la station ait quelques handicaps avec un matériel médiocre, une faible puissance d'émission, des programmes médiocres et un risque d'interdiction ou de nationalisation, elle offre quelques avantages : elle couvre la capitale française, il est possible de modifier sa programmation, et la cessation de la diffusion ne peut se faire que par rachat de la radio par l'État. Le 21 mai 1935, Marcel Bleustein rachète la Compagnie Nationale de Radiodiffusion, qui exploite Radio-L.L.. Après un voyage à Moscou, en compagnie de Jacques Meyer, secrétaire général de L'Intransigeant, nouveau président de la station, il obtient du Commissariat au peuple pour les liaisons de l'URSS de pouvoir partager avec le lointain poste de Tiraspol en Bessarabie la longueur d'onde de 280,9 mètres, plus favorable que 209,9 mètres, celle de Radio-L.L. Le 9 juillet 1935, Georges Mandel, ministre des P.T.T., consent à cet accord. Bleustein cherche ensuite un partenariat avec un quotidien pour créer un Journal Parlé. Après avoir essuyé un refus de Paris Soir, il demande à son ami François Louis-Dreyfus, propriétaire du journal l'Intransigeant, de mettre à sa disposition une équipe de dix journalistes menée par Jean Antoine. Marcel Bleustein veut aussi changer le nom du poste et retient trois propositions, Radio-Métropole, Radio-Capitale et Radio-Cité, parmi lesquelles il choisit la dernière. Le studio déménage également de la rue du Cirque au siège de Publicis au 1, boulevard Haussmann. Le 19 août 1935, l'assemblée des associés de la Compagnie Nationale de Radiodiffusion décide de la transformation de la S.A.R.L. en Société anonyme et nomme Bleustein et Claude Bernheim administrateurs. 
Après quelques jours de silence, Radio-L.L. fait place officiellement à Radio-Cité le dimanche 15 septembre 1935 à 9 heures, mais un programme d’essais a été diffusé la veille au soir. Le 28 septembre, Georges Mandel signe l'arrêté qui autorise le transfert de l'émetteur de Radio-L.L. à Argenteuil, en banlieue parisienne. Le lendemain la station passe de 209,9 à 280,9 mètres de longueur d'onde. Plus tard la radio obtient la confirmation d'un chef de service aux transmissions radiophoniques soviétique d'utiliser la longueur d'onde de 280,9 mètres.

### Les difficultés
La station connaît ensuite des difficultés. Tout d'abord le maire d'Argenteuil refuse la demande de la station destinée à implanter le nouvel émetteur de Radio-Cité au lieudit « Balmont », décision confirmée par arrêté municipal du 10 avril 1936. Le maire reproche notamment au nouvel émetteur d'empêcher la réception des autres stations. Les discussions durent jusqu'en janvier 1937. Le maire et Radio-Cité tombent finalement d'accord sur l'installation de l'émetteur, moyennant le versement de 30 000 francs aux œuvres de la ville et la modification des postes de radio pour permettre la réception de toutes les radios. Sa puissance est limitée à 2 kW, car en septembre 1936 le ministre des PTT a refusé de l'accroître. En mai 1937 l'émetteur entre en fonction avec une puissance de 2,8 kW. En mai 1936 l'agence de presse Havas réclame 3000 francs par mois d'abonnement pour continuer l'utilisation de ses informations. Les deux parties parviennent à un accord sur une somme de 1 500 francs, élevée à 2000 en janvier 1937. Dernier coup dur, l'Intransigeant, qui a changé de propriétaire et de rédaction trouve la Voix de Paris (le journal parlé de la station) trop à gauche. Le 31 janvier 1937 les principaux membres de la Voix de Paris sont licenciés par le quotidien. Finalement les deux partenaires trouvent un accord.

### Le succès
Intégralement financée par la publicité via Publicis, l'obtention de la plus grande audience est essentielle pour Radio-Cité qui considère d'abord ses auditeurs comme des consommateurs. Ainsi, Radio-Cité créé un certain nombre d'événements pour attirer et fidéliser l'écoute et entrer en contact direct avec ses auditeurs. La radio organise pour son public en 1938 plusieurs croisières de Bordeaux à Marseille en passant par le Portugal, le Maroc, l'Algérie et la Corse, à bord de paquebots spécialement loués à cet effet. Le succès de la radio amène également Publicis à publier un hebdomadaire de huit pages, Ici...Radio-Cité..., à partir du 8 janvier 1938, comprenant quelques chroniques, dont les tribunes de Jean Guignebert faisant écho aux nombreux forums de discussion qu'il anime à l'antenne le dimanche matin, un descriptif assez fouillé des émissions, de nombreuses photos des équipements et des acteurs de la station, une rubrique consacrée aux auditeurs-lecteurs et une page réservée à l'Association des Auditeurs et Petits Amis de Radio-Cité. 
Radio-Cité confère à Marcel Bleustein un pouvoir considérable lui permettant d’accéder aux plus hautes personnalités de l’État qui saisissent l’importance du médium radiophonique. Ainsi, lors de l’Anschluss, le président du Conseil Léon Blum est réveillé en pleine nuit et conduit à Radio-Cité pour y effectuer le premier commentaire d’actualité à chaud et en direct de l’histoire de la radio française.

### La guerre
La station est affectée par la guerre : censure, mobilisation des employés et obligation de retransmettre des émissions en tchèque, italien, roumain et anglais. En janvier 1940 le gouvernement ordonne l'augmentation de la puissance de l'émetteur de Radio-Cité à 20 kW et l'obligation d'annoncer les alertes pour bombardement sur la région parisienne. Le 20 mai 1940, alors que le pays subit l'invasion allemande, la station reçoit l'ordre de cesser la diffusion d'émissions artistiques et de ne diffuser que des bulletins d'information, des actualités et des émissions en langues étrangères. Elle se tait le 13 juin 1940, veille de l'entrée des Allemands dans Paris. À la signature de l’armistice, les émetteurs situés en zone occupée passent sous contrôle allemand et celui de Radio-Cité est regroupé avec celui de cinq autres stations parisiennes d'avant-guerre au sein d'un réseau pour diffuser Radio-Paris nazie dès le 5 juillet 1940.

### L'après-guerre
Le 28 décembre 1944, Radio-Cité, Le Poste Parisien, Radio 37, Radio Ile de France et Radio Normandie constituent le groupement professionnel de la radio privée pour défendre leurs droits, mais l'ordonnance du 23 mars 1945 retire l'autorisation d'émettre aux stations privées et instaure un monopole d'Etat sur la radiodiffusion française qui empêche Radio-Cité de renaître. Ses émissions les plus célèbres partent alors sur d'autres stations, comme La Famille Duraton ou Sur le banc qui continuent sur Radio-Luxembourg.

## Organisation

### Dirigeants
Directeurs généraux
- Marcel Bleustein : 15 septembre 1935 - 1937
- Jean Antoine : 1937 - 14 juin 1940

Directeur artistique et directeur des programmes
- Jacques Canetti : 29 septembre 1935 - 14 juin 1940

Directeur des émissions parlées
- Jean Guignebert : 1937 - 14 juin 1940

### Siège
Le siège et les studios de Radio-Cité sont situés au second étage du 1, boulevard Haussmann dans le 9e arrondissement de Paris, siège de Publicis.

## Programmes
Radio-Cité utilise un ton décontracté, adapté de la radio américaine par Marcel Bleustein, qui jure avec le hiératisme des radios françaises. Alors que les radios d'État et le Poste Parisien ne diffusent que deux heures le matin, une heure le midi et deux heures le soir, Radio-Cité émet de 6 heures du matin à minuit et propose 125 heures de programme par semaine composées d'émissions de divertissement et de musique, principalement du jazz pour laquelle Marcel Bleustein a fait venir des disques des États-Unis, mais aussi de sessions complètes d'information dénommées la Voix de Paris. En tant que radio commerciale privée, la publicité de marque occupe une place importante dans les programmes de Radio-Cité qui sollicite ses vedettes et animateurs pour faire la promotion des marques. Marcel Bleustein invente les slogans chantés pour la radio.

### Émissions
- Minute du bon sens : émission de format très court (une minute), diffusée à partir de 1935 et présentée par Saint-Granier qui y parle de la vie quotidienne, renommée ultérieurement La Minute de Saint-Granier et diffusée jusque dans les années 1960.
- Le Crochet radiophonique : Radio-Cité lance ce radio-crochet en 1936, présenté par Jacques Canetti, dans lequel des amateurs chantent devant un jury présidé par une vedette qui chante l'une de ses chansons à la fin de l'émission. Le gagnant reçoit 1000 francs et un coffret de Monsavon qui sponsorise l'émission.
- Le Music-hall des jeunes : radio-crochet diffusé en direct du théâtre des Ambassadeurs ou du cinéma Normandie tous les lundis puis mardis soir à partir de 19h55. Cette émission de Jacques Canetti, sponsorisée par Lévitan et présentée par Georgius puis Saint-Granier, est destinée à révéler de jeunes vedettes de la chanson et a lancé quelques jeunes chanteurs, notamment Édith Piaf et Charles Trenet. Irène de Trébert remporte l'édition 1938.
- Les plus de quinze ans
- Le couple le plus heureux de France ou Les Fiancées de Byrrh : émission de Saint-Granier durant laquelle un couple idéal vient parler de son amour.
- Les chansonniers en liberté : émission dans laquelle des chansonniers se moquent des hommes politiques et des vedettes du spectacle.
- Le Club des Loufoques : émission humoristique de Pierre Dac et Fernand Rauzéna composée de chansons délirantes et de sketchs mettant en scène des personnages insolites comme le commissaire Lachnouf, MM. Charpailloux, Bouillongras et Fraisaulard.
- Jeu des Questions : jeu ancêtre du jeu des mille francs, animé par Julien et Claude May et diffusé à partir de 1937, dans lequel les concurrents répondent aux questions en direct devant le public de la salle.
- Autour de la table, puis La Famille Duraton : célèbre feuilleton quotidien de Jean-Jacques Vital, diffusé de 13 h à 13 h 20 à partir du 13 janvier 1937, dans lequel une famille fictive, composée du père fonctionnaire, de son épouse, de leur fils et de leur fille, puis plus tard de son fiancé, y commente l'actualité. Ce feuilleton est repris après la guerre sur Radio-Luxembourg jusqu'en 1966.
- Sur le banc : émission à sketches créée en 1937 et mettant en scène deux sans-abris, Carmen (Jane Sourza) et La Hurlette (Raymond Souplex). Elle est reprise après la guerre sur Radio-Luxembourg de 1949 à 1963.
- Radio-scénie de Jean Grimod et A.-M. Julien.

Une pièce de théâtre est diffusée chaque semaine, ainsi qu'un concert.

### L'information
Le Journal Parlé de Radio-Cité s'appelle La Voix de Paris. Son titre a été trouvé par Tristan Bernard à la demande de Marcel Bleustein. Il est réalisé par une équipe de dix journalistes du journal l'Intransigeant menés par Jean Antoine qui en prend la direction. Pour les sujets demandant plus de développement et pour des interviews, l'équipe de journaliste créé Radio-Cité Magazine. C'est dans le domaine de l'information que Radio-Cité innove le plus et va jusqu'à concurrencer la presse écrite en envoyant des reporters sur tout le territoire et à l'étranger et en n'hésitant pas à interrompre ses programmes pour diffuser des nouvelles importantes. C'est ainsi que le 22 juin 1937 Jean Guignebert et Jean-Jacques Vital diffusent l'annonce en léger différé de l'Élysée de la composition du nouveau ministère Chautemps huit minutes après sa divulgation enregistrée parmi la foule grâce à un micro-boutonnière, qu'en mars 1938 Radio-Cité diffuse l'enregistrement du discours du chancelier autrichien Schuschnigg qui annonce sa démission et que le journaliste sportif Alex Virot, en Autriche pour suivre les championnats du monde de ski alpin 1938, abandonne les compétitions pour venir au plus vite à Vienne le 10 mars 1938, où il fait vivre en direct aux auditeurs par téléphone, et malgré la censure, l'entrée des troupes allemandes. La presse écrite contre-attaque et limite ses possibilités dans le domaine de l'information. Pour contourner la difficulté Radio-Cité crée le 27 janvier 1939 La minute du groupement des journaux d'opinion, dans laquelle les éditorialistes de la presse d'opinion lisent chaque soir au micro leur article du lendemain.

### Animateurs et comédiens
- Michel de Bry
- Jacques Canetti (1935-1940)
- Pierre Dac (1935-1937)
- Denisys
- Lise Élina
- Jean-Baptiste Evrard
- Yvonne Galli
- Georgius
- Jean Grimod
- Jean Laurent
- Jean Marsac
- Noël-Noël
- Claude Pecheral
- Jean Rieux
- Robert Rocca
- Louis Roux
- Ded Rysel
- Saint-Granier
- Suzanne Serge
- Jane Sourza
- Raymond Souplex
- Jean-Jacques Vital

### Journalistes
- Jean Antoine
- Robert Bré
- Gauthier Chaumet
- Pierre Crenesse
- Michel Ferry
- Jean Guignebert
- Carlos Larronde
- Jean Leulliot
- Alex Virot

## Diffusion
Radio-Cité est diffusée en ondes moyennes sur la longueur d'onde de 280,9 mètres (1 097 kHz), prêtée par le Commissariat au peuple pour les liaisons de l'URSS, et qui est plus favorable que celle de 209,9 m utilisée auparavant par Radio-L.L. Radio-Cité reprend d'abord l'émetteur de 800 W de Radio-L.L. situé au 137 rue de Javel dans le 15e arrondissement de Paris, puis construit à Argenteuil, au lieudit « Balmont », un nouvel émetteur d'une puissance de 2,8 kW qui entre en fonction en mai 1937. En janvier 1940, Radio-Cité passe sur la longueur d'onde de 315 mètres et la puissance de son émetteur est élevée à 20 kW. 
Le pylône-émetteur et ses bâtiments techniques sont totalement détruits à la dynamite par les Allemands en août 1944.